# 22.º Regimiento de Instrucción Aérea
El 22.º Regimiento de Instrucción Aérea (22. Flieger-Ausbildungs-Regiment) fue una unidad militar de la Luftwaffe de la Alemania nazi.

## Historia
Fue formado el 1 de abril de 1939 en Neustadt-Glewe con:
- Stab
- I Batallón de Instrucción (Nuevo)
- Escuela Elemental de Vuelo (Escuela/22.º Regimiento de Instrucción Aérea) (Nuevo desde el 1 de noviembre de 1939)

El II Batallón de Instrucción fue formado en 1940, mientras la Escuela/22.º Regimiento de Instrucción Aérea y se convirtió en la Escuela/42.º Regimiento de Instrucción Aérea el 1 de noviembre de 1940. Trasladado a Warchau-Bielany en noviembre de 1940(?), Gante en abril de 1941 y en Douai en enero de 1943(?). El 16 de agosto de 1942 es redesignado como el 22.º Regimiento Aéreo.

## Comandantes
- Coronel Friedrich-Wilhelm Wichard - (1 de agosto de 1939 - 23 de septiembre de 1943)
- Coronel Borchert - (octubre de 1943 - junio de 1944)

## Orden de Batalla
- 1939 – 1940: Stab, I. (1-5), 6., 7., Escuela.
- 1941 – 1942: Stab, I. (1-5), 7., II. (8-12).